# Evenskjer
Evenskjer (også Evenskjær) er en by som er administrationscenter i Tjeldsund kommune i Troms og Finnmark fylke i Norge. Byen har 682 indbyggere pr. 1. januar 2012, og ligger på østsiden af Tjeldsundet, ca. 30 km syd for Harstad, og ca 15 km nord for Harstad/Narvik Lufthavn, Evenes. E10 går tæt forbi. Skånland kirke og Soltun folkehøgskole ligger her.

## Stedet
Navnet Evenskjer er relativt nyt, byen ligger hovedsagelig på området som tidligere hørte til gården Skånland store. Da et postkontor blev lagt ved dampskibskajen som kaldtes «Skjærran» fik det navnet Evenskjer.
Land- og skovbrug var hovederhverv frem til slutningen af 1860'erne, da et handelssted voksede frem på Evenskjærene. Efterhånden blev handelsstedet anløbssted for kystruteskibene og fik et eget postkontor. Fra 1862 har Evenskjer en egen kirkegård. Frem til den nybyggede kirke blev indviet 19. september 1901 blev gudstjenesten holdt i Saltdals gamle kirke, indviet i 1868. Denne var blevet flyttet til Evenskjer da der blev bygget ny kirke i Saltdal.
Efter den første verdenskrig blomstrede Evenskjer igen, der blev bygget nye boliger omkring kirken og stedet fik blandt andet et eget mejeri og en bank. I 1926 blev Skånland udskilt fra Trondenes som selvstændig kommune og siden da og frem til 2020, da Skånland blev slået sammen med Tjeldsund, holdt kommuneadministrationen for Skånland til i Evenskjer, slig den nu gør for Tjeldsund.

## Seværdigheder
- Skånland Museum: Museet indeholder ca. 1000 genstande fra landbrug, fiskeri, fangst og dagligliv. Åbent efter aftale.